# Ueberstrass
Ueberstrass là một xã trong tỉnh Haut-Rhin, vùng Grand Est ở đông bắc Pháp. Xã này có diện tích 5,12 km², dân số năm 1999 là 350 người. Khu vực này có độ cao 370 mét trên mực nước biển.